# Lijst van plaatsen in Marokko
Hier volgt een alfabetische lijst met plaatsen in Marokko.

## A
- Abaynou
- Afourar
- Agadir
- Agdz
- Aghbala
- Aghbalou Nssardane
- Agouraï
- Aguelmous
- Ahfir
- Ain Aicha
- Ain Attig
- Ain Beni Mathar
- Ain Cheggag
- Ain Dorij
- Ain ech Chair
- Ain El Aouda
- Ain Erreggada
- Ain Harrouda
- Ain Jemaa
- Ain Karma
- Ain Leuh
- Ain Taoujdate
- Ain Zohra
- Ait Amira
- Ait Baha
- Aït Benhaddou
- Ait Daoud
- Ait Iaaza
- Ait Ishaq
- Ait Melloul
- Ait Ouazik
- Ait Ourir
- Ait Yadine
- Ajdir
- Akka
- Aklim
- Aknoul
- Al Aâroui
- Al-Ajoen
- Al Hoceima
- Al Machouar-Stinia
- Amizmiz
- Alnif
- Aoufous
- Aoulouz
- Aourir
- Arbaoua
- Arfoud
- Assa
- Assahrij
- Asilah
- Asni
- Azemmour
- Azilal
- Azrou

## B
- Bab Berred
- Bab Taza
- Belfaa
- Ben Ahmed
- Ben Guerir
- Beni Ansar
- Beni Mellal
- Benslimane
- Ben Taib
- Berkane
- Berrechid
- Bhalil
- Bni Bouayach
- Bni Boufrah
- Bni Bounsar
- Bni Drar
- Bni Hadifa
- Bni Tadjite
- Bni Yakhlef
- Bouanane
- Bouarfa
- Bouderbala
- Boudnib
- Boufakrane
- Bouguedra
- Bouizakarne
- Bouizazarene Ihaddadene
- Boujad
- Boujdour
- Boujniba
- Boulanouare
- Boulemane
- Boumaine Dadès
- Boumia
- Bouskoura
- Bouznika
- Bradia
- Brikcha
- Bzou

## C
- Casablanca
- Chefchaouen
- Chtouka
- Chichaoua

## D
- Dakhla
- Dar Bni Karrich
- Dar Bouazza
- Dar Chaoui
- Dar Gueddari
- Dar Ould Zidouh
- Dcheira El Jihadia
- Debdou
- Demnate
- Deroua
- Drargua
- Driouch

## E
- Echemmaia
- El Aïoun Sidi Mellouk
- El Borouj
- El Gara
- El Hajeb
- El Hanchane
- El Jadida
- El Kbab
- El Kelaa Des Sraghna
- El Ksiba
- El Mansouria
- El Menzel
- El Ouatia
- Errachidia
- Erfoud
- Erg Chebbi
- Er-Rich
- Essaouira
- Ezziligha

## F
- Fahs
- Fam El Hisn
- Fez
- Fezouane
- Figuig
- Fnideq
- Foum Jemaâ
- Foum Zguid
- Fquih Ben Salah

## G
- Guercif
- Guelmim
- Gueznaia
- Gara
- Goulmima
- Guerdane
- Guigou
- Ghafsai

## H
- Had Bouhssoussane
- Had Kourt
- Had Soualem
- Haj Kaddour
- Hanchane
- Harhoura
- Hassi-Berkane
- Hattane
- Hrara

## I
- Ifrane
- Ighoud
- Ighram Laalam
- Izionen
- Imintanoute
- Ida
- Imouzzer Kandar
- Imouzzer Marmoucha
- Imzouren
- Inezgane
- Irherm
- Issaguen
- Itzer

## J
Jazela

## K
- Kahf Nssar
- Kantina
- Karia
- Karia Ba Mohamed
- Kasba Tadla
- kassita
- Kelaâ
- Kelaâ Des Sraghna
- Kelaât M’Gouna
- Kenitra
- Kerouna
- Kerrouchen
- Khemis Sahel
- Khémisset
- Khénifra
- Khnichet
- Khouribga
- Ksar-el-Kebir
- Ksiba

## L
- Laâyoune
- Lahraouyine
- Larache
- Lqila

## M
- Marrakesh
- Martil
- Meknes
- Merzouga
- Mezguitem
- Midar
- Midelt
- Mohammedia
- Moulay Idriss
- Msoun

## N
- Nador
- Nekob

## O
- Ouarzazate
- Ouazzane
- Oued Zem
- Oukaïmeden
- Oujda
- Oulad Teima
- Ouzoud

## R
- Rabat
- Rissani

## S
- Sabaâ Aïyoun
- Safi
- Saïdia
- Saka
- Salé
- Sebt Gzoula
- Sebt Jahjouh
- Sebt Lamaarif
- Sefrou
- Selouane
- Settat
- Sidi Abdellah Ghiat
- Sidi Addi
- Sidi Ahmed
- Sidi Ali Ben Hamdouche
- Sidi Allal El Bahraoui
- Sidi Allal Tazi
- Sidi Bennour
- Sidi Bibi
- Sidi Bouafif
- Sidi Boubker
- Sidi Bouknadel
- Sidi Bouzid
- Sidi Bou Othmane
- Sidi Ifni
- Sidi Jaber
- Sidi Kacem
- Sidi Rahhal
- Sidi Rahhal Chatai
- Sidi Slimane
- Sidi Slimane Echcharaa
- Sidi Smaïl
- Sidi Smaïne
- Sidi Taibi
- Sidi Yahya El Gharb
- Sidi Yahya Zaër
- Sidi Zouine
- Sid L’Mokhtar
- Sid Zouine
- Skhinate
- Skhour Rehamna
- Skhirat
- Skoura
- Smara
- Smimou
- Souk El Arbaa
- Souk Sebt Oulad Nemma
- Souk L’had

## T
- Tabounte
- Tafersit
- Tafetachte
- Tafoughalt
- Taghjijt
- Tahannaout
- Tainaste
- Taliouine
- Talmest
- Talsint
- Tamallalt
- Tamanar
- Tamansourt
- Tamassint
- Tameslouht
- Tamesna
- Tamsahelte
- Tan-Tan
- Tanger
- Taounate
- Tarfaya
- Targuist
- Taroudant
- Tata
- Taza
- Taznakht
- Tazzarine
- Témara
- Temsamane
- Temsia
- Tendrara
- Tétouan
- Thar Es-Souk
- Tiddas
- Tiflet
- Tighassaline
- Tighza
- Timahdite
- Tinejdad
- Tinghir
- Tit Mellil
- Tissa
- Tizi Ouasli
- Tiznit
- Tiztoutine
- Tnine Sidi Lyamani
- Touarga
- Toulal
- Touissit
- Tounfite

## V
- Volubilis

## Y
- Youssoufia

## Z
- Zag
- Zagora
- Zaida
- Zaio
- Zaouiat Bougrine
- Zaouiat Cheikh
- Zeghanghane
- Zemamra
- Zinat
- Zirara
- Zoualat
- Zoumi
- Zrarda